# Tūseh Sarā
Tūseh Sarā (persiska: توسه سرا) är en ort i Iran.   Den ligger i provinsen Gilan, i den nordvästra delen av landet, 280 km nordväst om huvudstaden Teheran. Tūseh Sarā ligger 48 meter över havet och antalet invånare är 569.
Terrängen runt Tūseh Sarā är kuperad västerut, men österut är den platt. Terrängen runt Tūseh Sarā sluttar österut. Runt Tūseh Sarā är det ganska tätbefolkat, med 134 invånare per kvadratkilometer. Närmaste större samhälle är Māsāl, 5,4 km söder om Tūseh Sarā. Trakten runt Tūseh Sarā består till största delen av jordbruksmark.